# 里奧哈龍屬
里奧哈龍屬（屬名：Riojasaurus）意為「里奧哈蜥蜴」，是種植食性恐龍。里奧哈龍是以阿根廷拉里奧哈省為名，牠們是由何塞·波拿巴所發現、命名。里奧哈龍生存於三疊紀晚期的南美洲，牠們身長約6公尺。

## 敘述

里奧哈龍與人類的體型相比

里奧哈龍擁有重型身體、龐大結實的腿、以及長頸部與長尾巴。以原蜥腳類的標本而言，里奧哈龍的腿骨大、密度高。里奧哈龍的脊椎骨中空，可減輕重量。大部分原蜥腳類的薦椎只有3節，里奧哈龍的薦椎有4節。牠們可能改以四足方式緩慢移動，而且不能以後腿支撐站立。里奧哈龍的前後肢長度相近，顯示牠們應為四足步態。
里奧哈龍的第一個被發現化石並沒有頭顱骨，後來才發現一個保存良好顱骨。牙齒呈葉狀、有鋸齒邊緣。上頜的前方有5顆牙齒，後方有24顆牙齒。
在2011年，科學家比較恐龍、現代鳥類與爬行動物的鞏膜環大小，提出里奧哈龍可能屬於無定時活躍性的動物，覓食、移動行為跟白天黑夜沒有正相關，只休息短暫時間。

## 分類
許多科學家認為里奧哈龍是黑丘龍的近親；黑丘龍是三疊紀到侏羅紀早期的最大型原蜥腳類恐龍。但英國布里斯托大學 的研究認為里奧哈龍的頸部骨頭較長，與其他發現於阿根廷洛斯科羅拉多斯組的原蜥腳類恐龍不同。
由於里奧哈龍與近親黑丘龍的巨大體型與四肢結構，曾有研究認為牠們是早期的蜥腳類恐龍。彼得·加爾東（Peter Galton）與保羅·塞里諾（Paul Sereno）曾反對蜥腳類演化自原蜥腳類的理論，提出這是兩個獨自演化的演化支。如果屬實，里奧哈龍與蜥腳類恐龍的共同特徵，將是平行演化的結果。